# Нісі-Ваґа

39°19′4″ пн. ш. 140°46′45″ сх. д. / 39.31778° пн. ш. 140.77917° сх. д.
Ні́сі-Ва́ґа (яп. 西和賀町, にしわがまち, МФА: [ɲiɕi waga mat͡ɕi̥]) — містечко в Японії, в повіті Ваґа префектури Івате. Станом на 1 жовтня 2007 площа містечка становила 590,78 км². Станом на 1 вересня 2008 населення містечка становило 6869 осіб.